# 安国政
安国政（1934年—），中华人民共和国政治人物、外交官。
1985年，接替李善一担任中华人民共和国驻扎伊尔共和国大使。1990年，由李培宜接任。1992年，任中华人民共和国驻摩洛哥大使。